# 胡里山炮台
胡里山炮台位于中国福建省厦门市所属的厦门岛的东南端海滨，是一座建于清光绪二十年（1894年）的古炮台。炮台中存有德国克虏伯兵工厂制造的280毫米海岸炮，为世界现存十九世纪制造的最大的海岸炮。胡里山炮台于1996年列入第四批全国重点文物保护单位，2000年被编入吉尼斯世界纪录，2009年被评为中国国家4A级旅游景区。

## 历史
胡里山自从明代时就设有炮台，并派兵驻守，清朝道光二十一年（1841年），时任闽浙总督顏伯燾在白石头至沙坡尾一带，建了一条全长1,667米，高3.3米，厚2.6米的花岗岩石壁并安装100门火炮，称为“石壁炮台”（英国人称为“长列炮台”）。鸦片战争期间，厦门岛被英军攻陷，石壁炮台被毁。
现存胡里山炮台是清朝洋务运动时期的产物，由当时福建水师提督彭楚汉及闽浙总督卞宝第题奏获准建造。 工程始建于光绪二十年（1894年）三月初八，完工于光绪二十二年（1896年）十月初八，工期两年八个月，完工时的福建水師提督为杨岐珍。
炮台结构为半地堡半城垣式，兼具欧洲和明清的建筑风格，总面积达7万多平方米，其中城堡面积1.3万多平方米。炮台分为战坪、兵营和后山三个区，内有暗道、护墙、护城壕、弹药库、兵房、观哨台、官厅等。台基由乌樟树汁和红糖、糯米、砂土、石灰等搅拌而成，十分坚固。
胡里山炮台选址海岛东南端海岬突出部，三面环海，向东可支援距离约4,500米的白石炮台，拦阻敌舰于水道外。南面则和对岸（今漳州龙海）屿仔尾炮台隔海相对，交叉封锁航道。向西则可协助距离约5,000米的磐石炮台，一同追击厦门港内敌舰。向北也可支援岛内陆军阵营。
胡里山炮台装备先进，直至民国时期仍在海岸战争中处于优势。

## 古炮

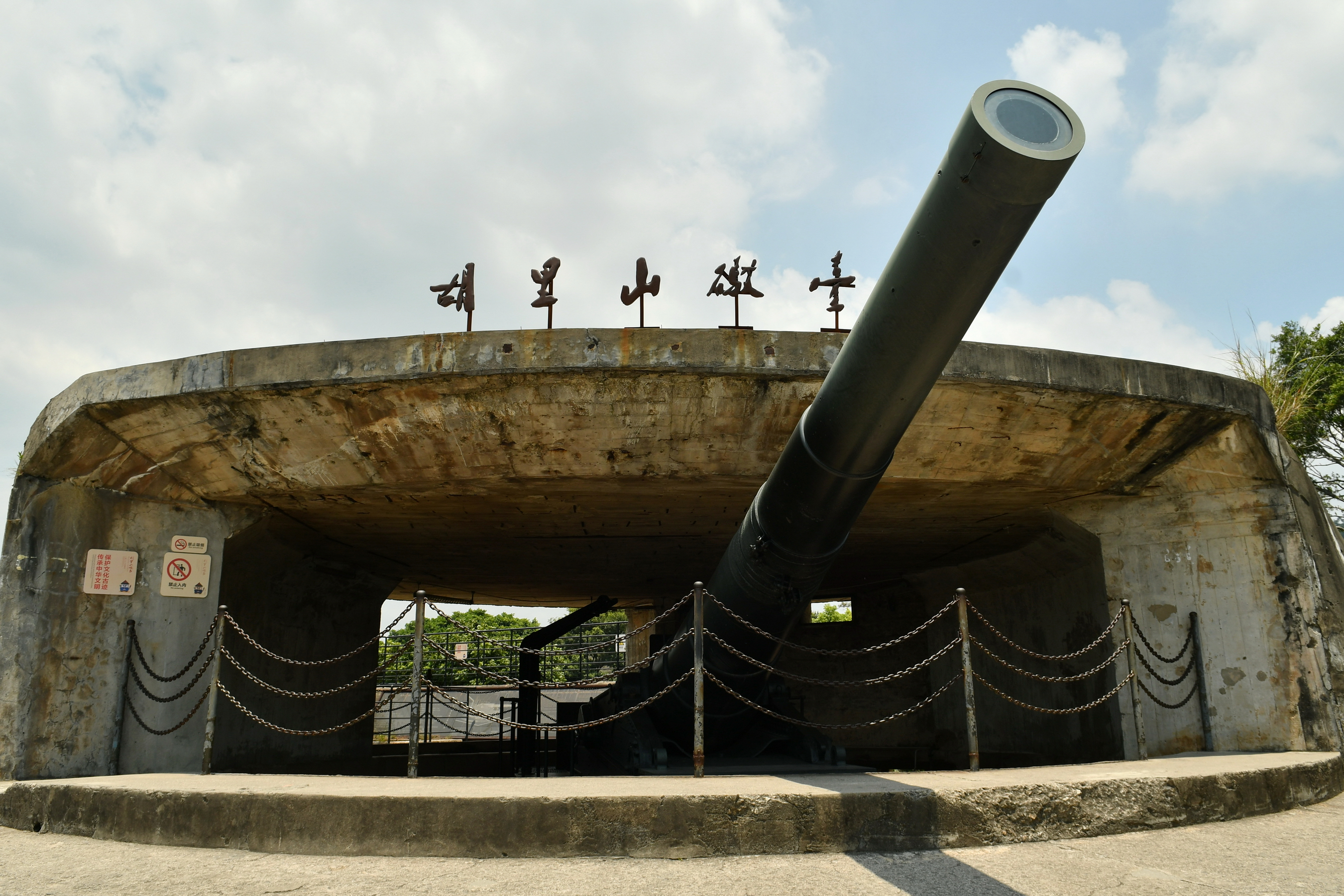
胡里山炮台德制口径280毫米克虏伯大炮。炮台结构为半地堡式

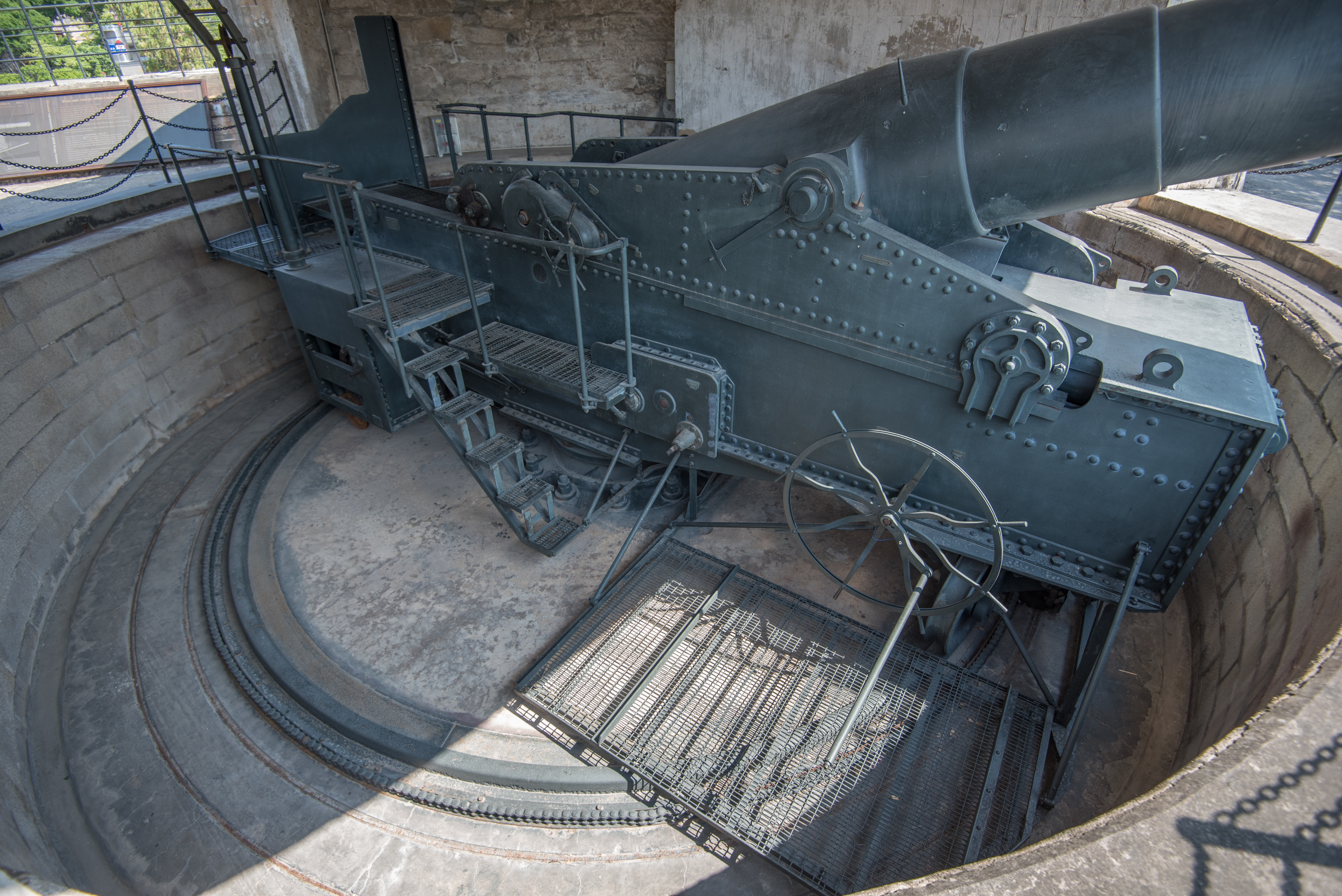
胡里山炮台德制克虏伯大炮

清朝光绪年间，政府为了加强东南沿海的海岸防御设施，从德国克虏伯兵工厂购买了四门280毫米后膛海岸炮，分别设置在闽江口电光山炮台（2门，现已无存）和胡里山炮台（2门，现仅存1门）。现存的为东炮，编号“28 cm K.L/40 C/87”，其中“28 cm”指大炮口径为280毫米，“K”指海岸炮（德文Küste），“L/40”指炮管长度为大炮口径的40倍，“C/87”指生产年份为1887年。 西炮的编号为“28cm K.L/40 C/86”，即1886年生产，于1958年大炼钢铁运动中被拆毁。。除了两门280毫米的主炮外，炮台原还有两门口径150毫米的副炮，但都于1938年5月被占领厦门的日军运走。
经国家文物局、克虏伯档案馆（Historisches Archiv Krupp） 等多方鉴定，现存的东炮为世界上现存的十九世纪制造的最大海岸炮。
| 项目         | 数据                              | 注释                        |
| ------------ | --------------------------------- | --------------------------- |
| 尾部阴刻编号 | No:6 FRIED KRUPP                  |                             |
| 生产年代     | 主炮：1886年 副炮：1881年         | 一说主炮为1893年制造        |
| 全炮重量     | 87,123千克                        | 不含缺损件                  |
| 体积         | 长：13.13米 高：4.6米 宽：5.29米  |                             |
| 口径         | 主炮：280毫米 副炮：150毫米       |                             |
| 主炮膛线     | 84条                              |                             |
| 主炮管长     | 11,200毫米                        |                             |
| 炮身重       | 48,110千克                        | 含炮闩、瞄准仪等辅件        |
| 身管重       | 44,000千克                        | 不含炮闩、瞄准仪等辅件      |
| 弹丸重       | 270—345千克                       |                             |
| 弹药装量     | 71.0—75.2千克                     |                             |
| 炮轮轨道直径 | 7.36米                            |                             |
| 方向射角     | 360度                             |                             |
| 弹药装填角度 | -4度                              |                             |
| 高低射角     | 0—30度                            |                             |
| 射速         | 1—2发/分钟                        |                             |
| 发射量       | 连续发射百发以上                  |                             |
| 射程         | 7,030—19,760米                    | 射击仰角5—30度              |
| 厂价         | 16万两白银有奇                    |                             |
| 海运及保险费 | 4万两白银                         | 德国至闽江口，以厂价的25%计 |
| 二次搬运费   | 15,079两白银                      | 闽江口至胡里山              |
| 现存炮弹     | 穿甲爆破弹：14颗 开花爆破弹：14颗 | 均为280毫米炮弹             |
| 兵员配备     | 清朝：将弁120人 民国：官兵133人   |                             |

## 现况
胡里山炮台在中华人民共和国成立后一度是中国人民解放军在厦门岛上的驻地，于1984年由军队移交给地方，如今是厦门市著名的旅游景点，于2009年初被评为中国国家4A级旅游景区，由厦门市旅游局下属的胡里山炮台管理处管辖。景区内除了展示280毫米克虏伯海岸炮及其炮弹外，还陈列有白石、磐石、武口、屿仔尾等炮台的古炮及在厦禾路进行拓宽工程时出土的多尊明清铁炮。 管理处并与新加坡亿兆宝石私人有限公司联合创办荣光宝藏博物院，其中展示奇石、古代战炮、古代宝剑、古代火枪、古树化石等，展品由新加坡收藏家张荣光先生提供。
- 西營房
- 西炮台
- 东炮台